# Izostazie
Termenii izostazie și izostatic sunt utilizați în domeniul Științelor Pământului (în special în Geologie, Geofizică și Geodinamică) în legătură cu sistemul format din cele două straturi superioare ale Pământului, litosferă și astenosfera terestră, pentru a desemna:
- starea de izostazie = starea ideală de echilibru gravitațional spre care tinde acest sistem în absența unor forțe perturbatoare;
- procesul izostatic = procesul geodinamic complex și continuu de reechilibrare prin care acest sistem caută să ajungă în starea de izostazie ;
- fenomenele izostatice = manifestările exterioare ale procesului izostatic ;
- Teoria izostaziei = ansamblul sistematic de idei, ipoteze, concepte și modele fizice ce descriu și explică starea, procesul și fenomenele legate de izostazie .

## Etimologie
În lb. română cuvintele izostazie/izostatic au ajuns prin intermediul lb. fr. [ isostasie/isostatique ], care le-a preluat din lb. engl. [ isostasy/isostatic ] unde isostasy s-a format prin concatenarea cuvintelor grecești isos [egal, identic] + stasis [așezare] ceea ce are semnificația de stabilitate egală, imobilitate echilibrată. 
Cei doi termeni au fost inventați în 1882 de geologul american Clarence E. Dutton (1841–1912) , care, în recenzia din 1882 la cartea geologului britanic Osmond Fisher (1817-1914) „Physics of the Earth`s Crust, 1881” nota în subsolul p. 289 :
„ Într-o lucrare nepublicată 1) , am folosit termenii izostatic [engl. isostatic ] și izostazie [engl. isostasy ] pentru a exprima această stare a suprafeței terestre în care scoarța plutește într-un substrat lichid sau foarte plastic …cred că izobaric era un termen de preferat dar el este deja folosit în hipsometrie.” [  1)  Lucrarea a fost publicată în anul 1889 .]

## Istoricul apariției și dezvoltării Teoriei izostaziei

### Primele consemnări
Primele consemnări privind manifestări ale fenomenelor izostatice datează din perioada Greciei antice. Mai mulți autori (printre care și Aristotel) au consemnat faptul că în rocile de pe vârfurile unor munți se găsesc fosile ale unor animale marine, concluzionând că acestea s-au format în mare și apoi au ajuns în poziția actuală, dar ei nu indică nici un mecanism plauzibil pentru acest fenomen.
În sec. XV , în perioada renașterii, Leonardo da Vinci (inginer, artist și umanist italian,1452-1519), postulează în însemnările sale că „diminuarea greutății munților prin eroziune face ca procesul de înălțare a acestora, început cu mult timp în urmă, să continue și azi”.

### Primele idei
Apariția primelor idei și ipoteze cu privire la ceea ce azi este cunoscut sub numele de izostazie este legată de una din controversele ce au frământat lumea științifică de la sfârșitul sec. al XVII - lea : stabilirea formei Pământului (turtit la poli sau la ecuator). 
Măsurarea meridianului terestru a elucidat această dilemă dar a generat o altă problemă de geodezie: găsirea unei explicații pentru diferența dintre valoarea observată sau măsurată și valoarea teoretică a abaterii verticale observată lângă mase semnificative (lanțuri muntoase mari). 
Explicarea acestei discrepanțe a condus l-a descoperirea anomaliilor locale ale câmpului gravitațional terestru, a determinat modificarea conceptelor privind compoziția și structura straturilor superioare ale Pământului, și, în subsidiar, la emiterea în anul 1885 de către Airy și Pratt a celor două ipoteze izostatice diferite dar complementare.
În 1749, matematicianul și astronomul francez Pierre Bouguer (1698 - 1758) publică lucrarea Figure de la Terre, unde consemnează că „ valoarea observată a abaterii verticale lângă Anzii peruvieni era mult prea mică față de valoare calculată în baza unui model folosit de el (un lanț muntos cu o masă semnificativă, așezat pe o scoarță rigidă normală, care exercită o forță de atracție gravitațională asupra firului cu plumb).
În 1755, astronomul și matematicianul italian R. G. Boschowich , (1711-1787) dă o explicație pentru problema care la nedumerit pe Bouguer : „ excesul de masă al muntelui este compensat într-un fel de deficitul de masă din straturile mai profunde, de sub munte". Deși valoroasă, ideea a avut un impact mic asupra gândirii geologice din timpul său.
Prin anii 1802 , rezultatele lui Bouguer sunt confirmate de către geograful și geologul german Alexander von Humboldt (1769-1859) care, în urma executării unor măsurători geodezice în Anzi sugerează că „în acești munți ar putea exista caverne”. 
În 1836, legat de teoria contracției, matematicianul englez John Federick Wiliam Herschel (1792-1871) scrie într-o scrisoare adresată geologului englez C. Lyell (1797-1875), că, în opinia sa, „scoarța Pământului este într-un echilibru dinamic cu substratul de dedesubt numit de el marea de lavă ”. Ideea a fost preluată și dezvoltată mai târziu ( 1847 ) de matematicianul englez Charles Babbage (1790-1871).
În 1840 geologii francezi Ours-Pierre-Armand Petit Dufrénoy (1792-1857) și Elie de Beaumont (1798-1874) observă în Pirinei o abatere negativă de la verticală pe care o explică astfel: „scoarța situată sub munte nu poate fi decât mai puțin densă decât densitatea medie a rocii din jurul ei”.
În decembrie 1854, matematicianul englez Henry Pratt (1809-1871), într-o comunicare Arhivat în 18 mai 2011, la Wayback Machine. făcută la Royal Society arată că adevăratul motiv al discrepanței constatate de topometrul și geograful englez George Everest (1790-1866), între distanțele calculate prin triangulație și cele determinate prin măsurători astronomice pentru două stații (Kalina și Kaliaanpur) din apropierea munților Himalaia, India, nu este cel indicat de acesta (un elipsoid de referință incorect ales și mici erori de închidere în măsurătorile de triangulație). Pratt reia ideea lui Bourger (atracția gravitațională a muntelui perturbă local direcția firului cu plumb ceea ce introduce erori în poziția astronomică dacă pentru stabilirea acesteia se folosește această direcție). Pentru calcule, Pratt împarte muntele Himalaia într-un număr de „compartimente”, calculează atracția gravitațională pentru fiecare „compartiment” și însumează rezultatul. El ajunge la concluzia că muntele are o masă suficient de mare pentru a determina o abatere de la verticală de 3 ori mai mare decât cea observată, afirmă că nu înțelege cauza acestei diferențe, dar că va investiga problema mai târziu.

### Formularea primelor ipoteze
Pentru a explica anomalia gravitațională negativă locală observată în aproprierea munților (scăderea atracției gravitaționale), Pratt și Airy au emis în perioada 1854-1870 , două ipoteze diferite și complementare, ambele fiind caracterizate mai târziu ca izostatice . Atât Airy cât și Pratt presupun că iregularitățile suprafeței terestre sunt echilibrate de diferențele de densitate a rocilor de sub elementele topografice ale scoarței terestre. Esența (în ambele ipoteze), este că coloanele de rocă de secțiune egală situate deasupra unui anumit nivel din stratul profund al Pământului, numit „nivel de compensație” sunt egale în greutate (sub „nivelul de compensație” densitatea rocilor este aceeași peste tot). Diferența fundamentală între cele două ipoteze este că la Pratt cota „nivelului de compensație” este uniformă (aceeași peste tot, sub continente cât și sub oceane) iar densitatea rocilor ce formează coloanele este variabilă pe verticală, în timp ce la Airy cota „nivelului de compensație” este variabilă iar coloanele, pe toată înălțimea lor, au o densitate uniformă .

#### Ipoteza lui Airy
În 1855, la puțin timp după comunicarea Arhivat în 18 mai 2011, la Wayback Machine. din 1854 a lui Pratt , astronomul englez George Biddell Airy (1801-1892) prezintă o comunicare Arhivat în 22 iulie 2004, la Wayback Machine. la Royal Society în care oferă o altă explicație pentru discrepanțele constatate de G. Everest , bazată pe concepte simple de fizică și nu pe calcule matematice. Spre deosebire de Pratt , Airy nu este surprins de discrepanțe, pe care, spune el, le anticipase.
În concepția lui Airy , straturile superioare ale Pământului consistă dintr-o coajă subțire, rigidă și friabilă ce acoperă un substrat (numit de el „lavă”) mult mai fluid și mai dens . În anumite condiții la marginea regiunilor înalte (cum ar fi platourile continentale) apar fisuri sau crăpături . Airy compară starea scoarței menținându-se pe „lavă” cu starea unor bucăți de lemn cu diferite forme și secțiuni plutind în apă. 
Făcând o analogie cu aisbergurile, Airy sugerează că sub regiunile înalte (cum ar fi platourile continentale) sunt regiuni cu o densitatea mai mică (există un deficit de masă) ca și cum scoarța mai ușoară ar fi substituit „lava” mai grea (scoarța s-a extins în „lava” subiacentă). Prin urmare, regiunilor înalte le corespund în profunzime „rădăcini” sau „extensii” ce pătrund în materialul interior al Pământului așa cum aisbergurile se prelungesc sub suprafața apei. Cu cât este mai mare altitudinea topografiei, cu atât mai profundă este penetrația „rădăcinii”. 

#### Ipoteza lui Pratt
În 1858, într-o altă comunicare Arhivat în 18 mai 2011, la Wayback Machine., Pratt critică ideile lui Airy (ce nu erau în concordanță cu teoria contracției al cărui adept era Pratt ), reluând și dezvoltând ideile sale (enunțate în 1857 ) cu privire la echilibrul straturilor superioare ale Pământului.
Conform lui Pratt , sub nivelul mării (atât sub oceane cât și sub continente), scoarța terestră are o grosimea constantă . Echilibrul se realizează în profunzime, la o adâncime constantă (nivel de compensație), aceeași sub continente și oceane. Aceasta implică variația densității rocilor în funcție de relief: cu cât este mai mare altitudinea reliefului la suprafață, cu atât este mai mică densitatea rocilor de dedesubt. 
În 1864 și 1870 Pratt prezintă alte două comunicări Arhivat în 18 mai 2011, la Wayback Machine. la Royal Society în care-și expune punctul său de vedere (bazat pe teoria contracției), cu privire la cauza existenței depresiunilor și elevațiilor de la suprafața Pământului: acestea sunt produsul contracției și dilatării termice . 

### Completarea celor două ipoteze
În 1881, geologul britanic Osmond Fisher (1817-1914) publică lucrarea „Physics of the Earth`s Crust, 1881” unde combate teoria contracției și completează conceptul izostatic cu o precizare importantă: scoarța trebuie să fie într-o stare de echilibru hidrostatic aproximativ astfel că orice creștere majoră a încărcării unei regiuni va produce o coborâre a acesteia și orice descărcare majoră a ei va produce o înălțare . Fisher face și o analogie între scoarță și gheața care se sparge în blocuri ce se înalță sau coboară, reîngheață și plutesc în continuare deasupra apei.
În 1882, ofițerul și geologul american Clarence E. Dutton (1841–1912), dă un nume acestei stări de echilibru pe care-l propune comunității științifice în 1889 (vezi Etimologie). Contribuția majoră a lui Dutton la dezvoltarea izostaziei constă însă în faptul că, preluând și dezvoltând ideile lui Fisher evidențiază importanța acesteia pentru geologie: prin izostazie pot fi explicate destule realități și fenomene geologice, printre care fenomenul de subsidență a bazinelor sedimentare și înălțarea progresivă a lanțurilor muntoase. În viziunea sa, ambele fenomene sunt rezultatul reechilibrării izostatice a unor regiuni unde s-au produs perturbații majore a încărcărilor prin sedimentare, respectiv eroziune.

### Modelul Pratt - Hayford
În 1899, inginerul și geodezul american John Fillmore Hayford (1868-1925) pune într-o formă mai precisă modelul de compensare izostatică propus de Pratt :
| - compensarea izostatică este uniformă; - stratul compensator este situat sub munte și se întinde până la adâncimea de compensație [ DC ], unde echilibrul predomină; - densitatea scoarței deasupra nivelului mării este aceeași cu densitatea scoarței în zona de coastă (pe litoral) [ ρl ]; - densitatea scoarței sub nivelul mării [ ρl ] variază lateral, fiind mai mică sub munte decât sub ocean; - adâncimea de compensație [ DC ] este peste tot (pe întreg pământul) egală. Presiunea la baza unei coloane de rocă situate: - sub un munte: PC=(DCρc+hρzc)g - în zona de coastă: PZC=DC ρzcg - sub bazinul oceanic: POC=(DCρoc - hoρo)g Pentru echilibrul izostatic avem: PC=PZC=POC=constant de unde rezultă densitatea rocii dintr-o coloană de rocă situată sub munte [ ρc ] sau sub bazinul oceanic [ ρoc ]. |

### Modelul Airy-Heiskanen
| În 1931 , geofizicianul finlandez Weikko Aleksanteri Heiskanen (1895-1971) face același lucru pentru modelul de compensare izostatică propus de Airy : - compensarea izostatică este uniformă; - scoarța terestră plutește în totalitate în „stratul SiMa” conform principiului lui Arhimede; - masa compensatorie este situată direct sub munți și oceane; - oriunde și la orice adâncime densitatea scoarței este [ ρs ] iar densitatea “stratului SiMa” este [ ρm ]; - grosimea scoarței la altitudinea zero [ TZC ] este constantă peste tot. Presiunea la baza unei coloane de rocă situate: - sub un munte: PC=(TZC+h+r)ρsg - sub zona de coastă: PZC=(TZCρs+rρm)g Pentru echilibrulizostatic avem: PC=PZC=constant de unde rezultă grosimea rădăcinii [ r ] și anti-rădăcinii [ rar] . |

## Teoria modernă a izostaziei
Deși în multe cazuri cele două mecanisme de compensare izostatică propuse de Airy și Pratt explică destul de bine mișcările verticale ale scoarței și anomaliile gravitaționale locale, (de mică întindere în plan orizontal), în acest stadiu de dezvoltarea al teoriei izostaziei era larg acceptată ideea că în raport cu structura reală a Pământului, aceste mecanisme erau excesiv de simplificate:
- faptul că în ambele modele, ca răspuns la modificarea sarcinii, compensare izostatică se realiza prin deplasări verticale independente ale coloanelor de rocă (în sus sau în jos), fără transmiterea de eforturi coloanelor de rocă adiacente, nu coincidea evident cu realitatea (aceast mecanism implică faptul că rezistență la forfecare a rocilor este nulă ( σxz=0 ), fapt contrazis de realitate - vezi stabilitatea pantelor.
- pe de altă parte, în baza acestor modele nu se puteau explica existența anomaliilor gravitaționale globale (de mare întindere în plan orizontal) din scoarța continentală.

### Contribuția lui Barrell. Sistemul litosferă/astenosferă
Între anii 1914-1915 , plecând de teoria izostaziei și bazându-se pe studiul unor mari anomalii gravitaționale din scoarța continentală, geologul american Joseph Barrell (1869 -1919) dezvoltă într-o serie de lucrări ideea că porțiunea din scoarță aflată imediat deasupra nivelului de compensație trebuie să fie rigidă (altfel aceasta nu ar putea suporta greutatea munților) și introduce conceptul geofizic de litosferă (stratul rigid și tare de la suprafața globului format din scoarța terestră și partea superioară a mantalei terestre - mantaua litosferică -, cu un comportament de solid elastic ce manifestă o anumită rezistență la eforturile aplicate în intervale de timp geologice și unde deformațiile sunt întotdeauna reversibile) cuplată mecanic cu partea mai profundă a mantalei terestre, astenosfera (substrat ductil/maleabil cu o rigiditate mult mai mică, având comportamentul unui solid deformabil care, pentru a menține compensarea izostatică, poate „curge” foarte încet, în perioade de timp geologice) :
„… Teoria izostaziei arată că sub litosferă trebuie să existe în contrast un substrat dens caracterizat prin capacitatea de a se deforma cu ușurință cu o valoare limitată la eforturi de lungă durată. Dar dacă o astfel de zonă există ea trebuie să exercite un control fundamental în mecanica terestră, atât asupra deformațiilor verticale cât și a celor tangențiale …. Acest strat se poate numi sfera de slabă rezistență – astenosfera , …” ( J. Barrell,  „Strength of the Earth's Crust”, Journal of Geology”, vol. 22 și 23, 1914–1915).
Diferența dintre litosferă și astenosferă constă doar într-un comportament mecanic diferit (elastic, respectiv plastic) cauzat de creșterea temperaturii cu adâncimea. Barrel fixează granița dintre cele două straturi la o adâncime de cca. 100 km (azi aceasta nu apare ca o suprafață de separație ci mai degrabă ca o zonă de tranziție care începe la o adâncime de cca. 60 km ). 
Modelul propus de Barrell este similar cu modelul Airy în care compensarea izostatică se realizează prin modificarea grosimii scoarței terestre, dar, diferă prin faptul că ține cont și de rezistența la forfecare a litosferei, iar compensarea izostatică se produce în astenosferă.

### Izostazia „locală” și „regională”. Modelul Vening-Meinesz
| Geodezul și geofizicianul olandez Felix Andries Vening Meinesz (1887-1966) plecând de la faptul că anomaliile gravitaționale de mare întindere (regionale descoperite și măsurate de el în perioada 1923-1939 ,(atât la nivelul foselor oceanice cât și la frontiera continentală)nu puteau fi explicate prin izostazia clasică (Airy și Pratt), reia ideile lui Barrell (flexura unei litosfere elastice) și lărgește conceptul clasic de izostazie care, începe să fie cunoscut sub numele de conceptul de izostazie regională. Meinesz introduce conceptul de izostatzie regională în care mecanismul de compensare izostatică se realizează nu numai local, pe o direcția verticală, ci și lateral, în regiunea din imediata vecinătate a încărcării („rădăcina” este mult mai extinsă decât suprafața pe care este aplicată sarcina, sau, cu alte cuvinte, elasticitatea scoarței distribuie greutatea unei încărcări topografice (un munte) într-o regiune mai întinsă decât suprafața ocupată de aceasta la suprafață Pământului. Perimetrul acestei regiuni, în care este distribuită compensarea este specificată de un parametru [ R ] numit raza de regionalitate care este de ordinul a 200 km . Meinesz consideră că litosfera poate suporta tensiuni laterale importante și se poate deforma sub acțiunea forțelor sau a tensiunilor ce acționează la o scară de timp geologică. |

Meinesz face distincție între scoarța „chimică” care este subiectul izostaziei lui Airy și scoarța „elastică” definită reologic, și propune ( 1939 , Vening-Meinesz, F. A., „Tables fondamentales pour la reduction isostatique regionale. Bull.Geod., 63, 711–776„) un model pentru sistemul litosferă/astenosferă, în care litosfera, având densitatea ρl plutește pe astenosfera (stratul subiacent) ce are densitatea ρa > ρl . Litosfera este modelată printr-o placă elastică subțire infinită (nedivizată în blocuri) iar astenosfera este privită ca un fluid ideal, incompresibil și fără viscozitate. Topografia este privită ca o sarcină verticală, având o anumită geometrie și o anumită distribuție. Sub efectul acestei sarcini apar:
- în plan vertical: flotabilitatea, datorată diferenței de densitate dintre densitatea litosferei și a mantalei litosferice [ Δρ = ρa - ρl ];
- în planul orizontal: eforturi laterale datorate rezistenței la încovoiere a plăcilor litosferice (rigiditatea flexurală).

Litosfera va răspunde analog cu o placa elastică subțire: se deformează (se produce o flexură). Elementele geometrice ale flexurii depind de mărimea, geometria și densitatea sarcinii și de proprietățile mecanice ale plăcii elastice, care sunt reprezentate prin:
- grosimea elastică a litosferei [ Te ] care reprezintă o integrare spațială și temporală la scară geologică a proprietăților mecanice a litosferei și nu corespunde deci unei limite geologice distincte ;
- rigiditatea flexurală a litosferei [ D ] care este relaționată cu grosimea elastică prin formula D=ETe3/12(1-ν2) , unde E este modulul lui Young iar ν este coeficientul lui Poisson.

După 1941, ca urmare a studiilor lui Vening Meinesz, conceptul de izostazie regională și faptul că litosfera se comportă aproximativ ca o placă subțire în răspunsul la încărcări a fost larg acceptat.
Izostazia regională presupune că încărcările sunt suportate parțial de tensiunile din litosfera elastică și parțial de anomaliile în flotabilitate generate de deformarea litosferei ce acoperă o astenosferă fluidă ( Gunn, Ross , 1943 „A quantitative evaluation of the inuence of the lithosphere on the anomalies of gravity. J. Franklin. Inst., 236, 47/65”). 
O grosime elastică [ Te ] mare corespunde la o litosferă tare în care eforturile elastice susțin o fracțiune semnificativă din încărcare și litosfera rezistă la încovoiere rezultând o flexură de dimensiuni mici, pe când o grosime elastică mică implică un grad de rezistență la eforturi mic ce va conduce la o flexură de dimensiuni mari.

### Izostazia flexurală
În ultimele decade ale sec. XX , flexura litosferei propusă de Barrell (1914), aplicată (și consacrată) de Vening Meinesz la măsurătorile gravitației în oceane (1941) a fost studiată și cuantificată de mulți alți cercetători. După 1943 izostazia regională , a început să fie cunoscută sub numele de izostazie flexurală . 
Deformația litosferei este controlată într-o mare măsură de grosimea acelei părți din ea care poate susține eforturile (tensiunile) elastice pe perioade lungi. 
În general grosimea sa este estimată folosind corelația dintre gravitație și topografie, pentru stabilirea căreia se folosesc metode spectrale ( Dorman and ( Lewis 1970, ( McKenzie și ( Bowin 1976, ( Banks 1977, ( Forsyth 1985, sau prin <i?modelarea directă în domeniul spațial ( Gunn 1943, Walcott 1970 și 1976, ( Watts și ( Cochran 1974, ( Watts 1978 și 1980).

## Echilibrul izostatic
Stare ideală de echilibru spre care tinde sistemul format din straturile superioare ale suprafeței terestre, litosfera și astenosfera . Se consideră că:
- litosfera este mai puțin densă (deci mai ușoară)  decât astenosfera și se comportă ca un  rigid elastic ;
- astenosferaeste mai densă (deci mai grea) decât litosfera și se comportă ca un fluid vâscos;
- datorită diferenței de densitate, litosfera „plutește” în stratul subiacent, astenosfera ;
- singurele forțe care acționează asupra sistemului sunt forța gravitațională (greutatea rocilor litosferice() și forța de flotabilitate datorată „plutirii” litosferei în astenosferă
- principiul lui Arhimede este aplicabil sistemului.

O consecință a acestor ipoteze este că are loc o ajustarea a altitudinii litosferei prin deplasări pe verticală (suprafața pământului se mișcă în sus și în jos ). Echilibrarea celor două forțe conduce la dispariția acestor deplasări și intrarea sistemului în stare de echilibru izostatic . 
Într-un aproximare grosieră (forma simplă a teoriei) se poate spune că izostazia este principiul lui Arhimede aplicat straturilor superioare ale Pământului. În această formă simplă, izostazia arată că blocurile de scoarță terestră (mai puțin dense și mai ușoare) „plutesc” în substratul mai dens (mantaua superioară) la fel cum plutesc în apă bucăți din materiale mai puțin dense decât aceasta (bucăți de lemn, aisberguri etc.)
Analogie între echilibrul hidro- static [A] și echilibrul izo- static [B] 

izostatic_1.gif 

izostatic_2.gif

## Teoria izostatziei
Izostazie termică 
 
modificarea temperaturii și densității în interiorul Pământului - efect local
Izostazie glaciară 
 
fenomenul de încărcare și descărcare produs de greutatea gheții - efect local 1 cm/an
Hidro izostazie 
 
fenomenul de încărcare și descărcare produs de greutatea apei - efect local
Izostazie vulcanică 
 
extruziunea magmatică - efect local
Izostazie sedimentară 
 
eroziunea și depunerea sedimentelor - efect local < 4 mm/an
Informații complementare 

Anthony B. Watts , Isostasy and flexure of the lithosphere, Cambridge University Press, 2001
Referințe externe